# Буноаика (Мехединци)
Буноаика (рум. Bunoaica) насеље је у Румунији у округу Мехединци у општини Чирешу. Oпштина се налази на надморској висини од 516 m.

## Становништво
Према подацима из 2002. године у насељу је живело 205 становника, од којих су сви румунске националности.